# Marcel van Eck

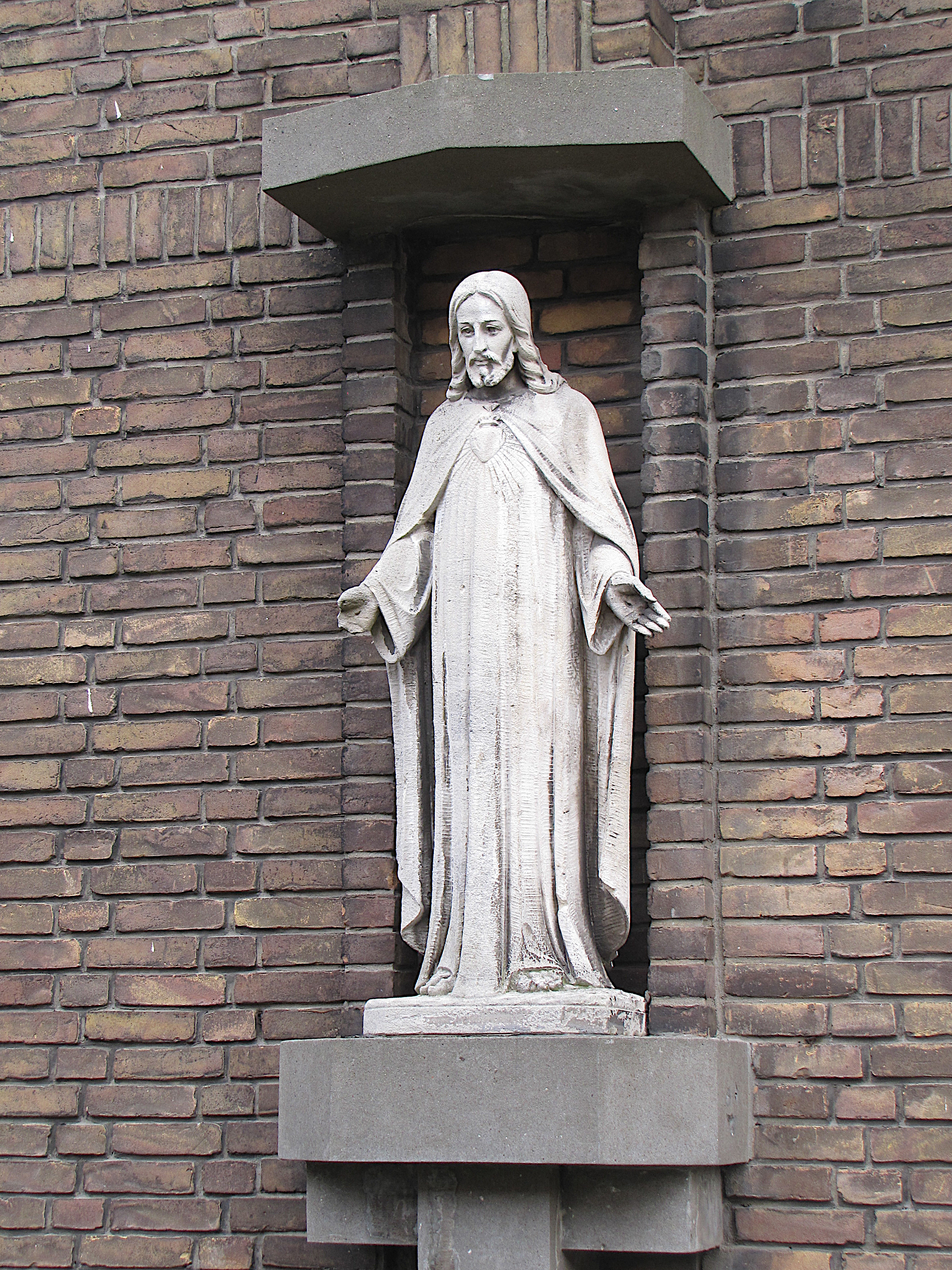
Heilig Hartbeeld (1930), Woensel

Werner Marceles (Marcel) van Eck (Krefeld, 26 april 1888 – Eindhoven, 1 februari 1951) was een Nederlands beeldhouwer.

## Leven en werk
Marcel van Eck werd geboren in het Duitse Krefeld uit Nederlandse ouders, als zoon van de Roermondse beeldhouwer Theodoor Hendrik Hubert van Eck (1852-1901) en Anna Catharina Claessens (1859-1900). Het gezin verhuisde een aantal maanden na zijn geboorte terug naar Roermond. Hij vestigde zich in Eindhoven, waar hij en zijn broer Frans (1882-1964) werkten op het atelier van Jan en Alphons Custers. Nadat het atelier Custers rond 1932 de werkzaamheden staakte, begonnen de broers Van Eck hun eigen bedrijf.
Van Eck maakte christelijk-religieus beeldhouwwerk. De beeldhouwer overleed op 62-jarige leeftijd en werd begraven op de RK-begraafplaats Sint-Joris.

## Enkele werken
- 1930 Heilig Hartbeeld, 	Sint Philomenastraat in Woensel.
- 1935 Sint-Catharina, Zwembadweg, poortgebouw begraafplaats Sint-Catharinakerk, Eindhoven.
- 1935-1940 standbeeld pastoor van Ars, Woensel.

## Galerij

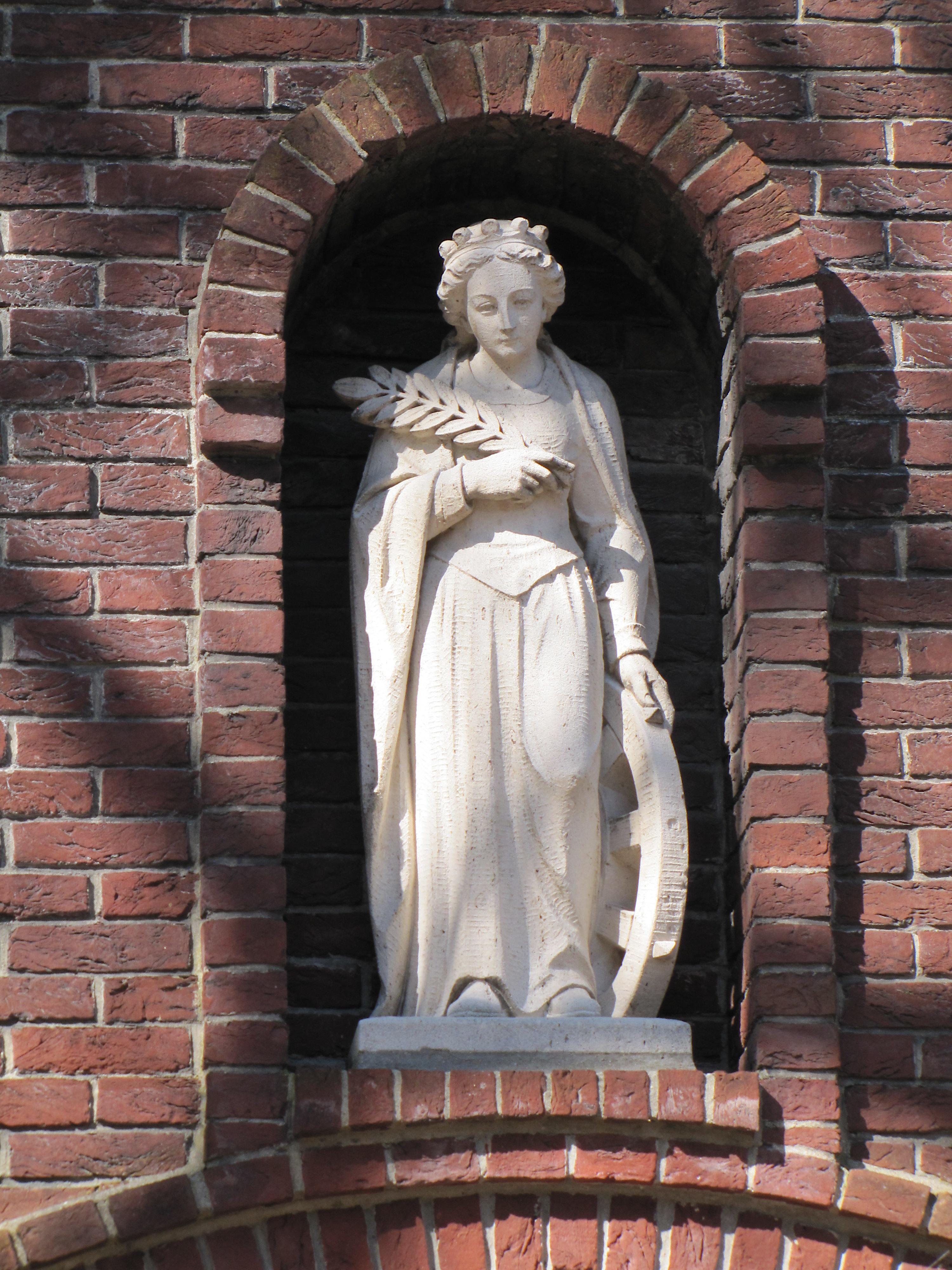
Sint-Catharina (1935), Eindhoven
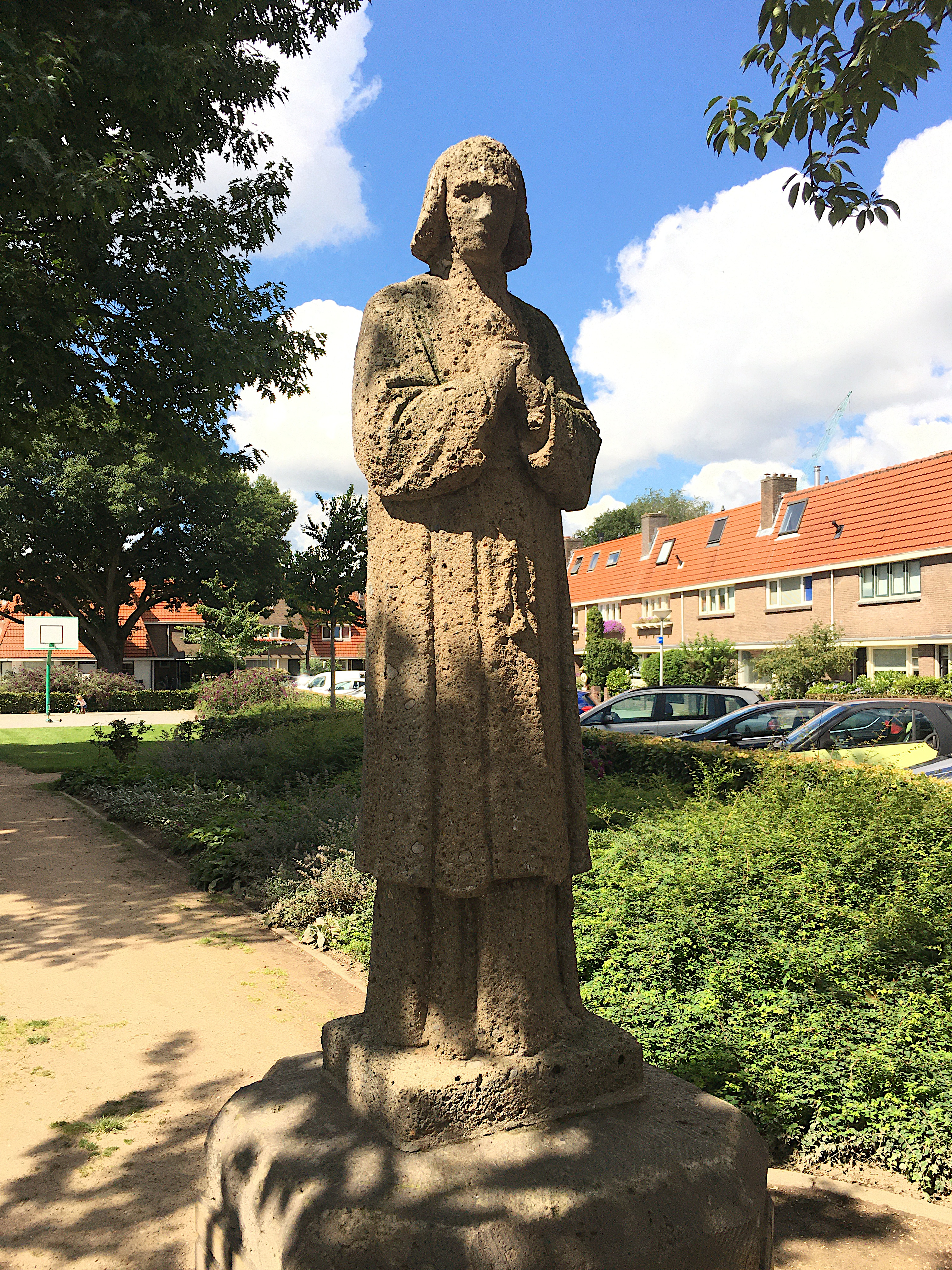
Pastoor van Ars, Woensel